# 파리나코타현
파리나코타현(스페인어: Provincia de Parinacota)은 칠레 아리카 이 파리나코타 주를 구성하는 2개의 현 가운데 하나로 현도는 푸트레이며 면적은 8,146.9km2, 인구는 3,156명(2002년 기준), 인구 밀도는 0.39명/km2이다.